# Cave City (Arkansas)
Cave City – miasto w Stanach Zjednoczonych, w stanie Arkansas, w hrabstwie Independence.